# Šonština
Šonština (šonsky: chiShona) je bantuský jazyk, spojený s etnickou skupinou Šonů. Je to jeden z úředních jazyků Zimbabwe, přičemž ho používá zhruba 70% zimbabwské populace. Jazyk se používá také v některých oblastech Mosambiku a Botswany.
Jako šonština se běžně označuje širší skupina šonských dialektů (Zezuru, Manyika, Korekore a Karanga), které používá okolo 14 miliónů lidí. Někdy se jako šonština ovšem označuje jen oficiální verze šonštiny kodifikovaná v polovině 20. století.
Nejbližší jazyky šonštině se nazývají šonské jazyky. Mezi další blízké jazyky šonštině patří vendština a čičevština.
Šonština se zapisuje latinkou, přičemž nepoužívá žádnou diakritiku. Původní zápis z roku 1931, který byl sestaven lingvistou Clementem Martynem Dokem, který zahrnoval znaky ɓ, ɗ, ŋ, ȿ, ʋ a ɀ.
Existuje šonská verze Wikipedie. Také je to jeden z jazyků dostupný v rámci Google překladače.

## Ukázka textu v šonštině
Úvodní článek Všeobecné deklarace lidských práv v šonštině:
Vanhu vese vanoberekwa vakasununguka uyewo vakaenzana pahunhu nekodzero dzavo. Vanhu vese vanechipo chokufunga nekuziva chakaipa nechakanaka saka vanofanira kubatana nomweya wohusahwira.
Český překlad:
Všichni lidé se rodí svobodní a sobě rovní v důstojnosti i právech. Jsou nadáni rozumem a svědomím a mají spolu jednat v duchu bratrství.